# 金田まひる・倉田まりやのGalge.comラジオ
『金田まひる・倉田まりやのGalge.comラジオ』（かねだまひる・くらたまりやのぎゃるげどっとこむらじお）は2007年7月から2010年4月まで放送されていたインターネットラジオ番組。提供は、株式会社ベクターのGalge.com。制作は、井桁屋。

## 概要
- 美少女ゲームポータルサイトのGalge.comがプロデュースする番組で、毎週水曜日配信。メインパーソナリティは、声優の金田まひると、倉田まりや。番組コンセプトは、「ハイテンション情報番組」となっている。基本スタイルはスタジオ収録によるトーク番組だが、ロケ収録も多いのが特徴。
- また、番組関連ブログ「ラジオで反省会。」で「倉田まりや・金田まひるのGalgeラジオ反省会」と称したインターネットラジオが同時に配信されており、本編の裏話などで楽しむ構成になっていた。
- 2010年4月5日にGalge.comが4月末をもってサイトの運営そのものを休止すると発表、4月28日の第142回を持って番組は終了した。2010年に入り番組プロデューサーのゴンザレス秋桜編集長が「パーソナリティの二人が望む限り番組は続けていく」旨の発言をしていたが半年足らずで撤回された事態については不本意な幕切れであった。最終回の配信期間は過去の放送分を含めて5月末日まで配信されていたが、公式サイトの閉鎖と同時に番組紹介ページも削除された。[1]
- 番組終了に伴って制作会社「井桁屋」も解散している。

### あいさつ・愛称
番組あいさつと愛称を放送初回から募集していたが、放送30回目の反省会でようやく挨拶が「ギャコラジは」に決定。番組愛称も「ギャコラジ」となる。

## パーソナリティ
- 金田まひる：番組内愛称は「まひる朕」
- 倉田まりや：番組内愛称は「倉たろう」

互いの愛称は第一回放送内で決定。

### イラスト
一般に、アダルトゲームに出演する声優は公に顔出しできないため、パーソナリティ2人のイメージイラスト(作画・草凪蜻蛉)が季節毎に用意されている。金田を想定したキャラクターは巨乳設定になっており、貧乳設定となっている倉田のキャラクターに対しては、倉田本人が「私も巨乳に描いてください」と発言。番組内でも、度々2人の胸の大きさについて言及され、第4回放送では具体的に話題にしている。

### 写真
倉田まりやは顔出しができる声優のため、番組の収録模様やロケ企画時にはGalge.comに写真付き記事が掲載されるが、顔が出せない金田については、うさぎ（ミッフィー）の特大ぬいぐるみが代用されている。制作ディレクターのブログコメントによれば、個人的趣味で買ったものを流用している、との事。2008年1月から小型サイズのぬいぐるみも登場しロケなどで持ち運び（連れ歩き）がしやすくなった。
第45回放送において、倉田お手製の新しい人形が登場。以降は金田の代用としては主にこの人形（真・まひる朕）が用いられる（以前の人形も、旧・まひる朕、みふぃる朕として引き続き登場）。
第117回放送において、「お出かけ用外部装甲」と称するうさぎの着ぐるみを着た金田がイベントに登場し、写真が公開された。

## コーナー
オープニングベタ劇場
ベタなシチュエーションをリスナーから募集し、それをミニドラマ化する。
ミニドラマの感想を反省会でコメントする。
ゲスト登場回は、ゲストも参加した台本が用意される。
お手紙のコーナー
番組に電子メールで寄せられた感想などを紹介するコーナー。タイトルは「お手紙の」となっているが、基本的に投稿はメールで受け付けている（Galge.com編集部宛の郵送も可能）。ゲスト登場回はゲスト宛の質問が含まれる。
コーナーの最後には、金田・倉田のどちらかが（ゲスト登場回にはゲストが）メール呼び込みのセリフをさまざまなシチュエーションで言うことになっていた。このシチュエーションはリスナーから募集していたが、第33回より単独コーナー「ギャコラジ・愛の一言劇場」として独立。
イタ箱抽選会
毎月一回、放送に採用された投稿メールの中から賞品をプレゼントするための抽選会。(初回は、「イタ袋抽選会」)
賞品は「ファンシーなデザイン」と指摘を受けたの布袋に梱包して発送。プロデューサーの板倉氏が池袋好きという設定のため「イタ袋」と呼んでいた。2007年8月分より布袋から箱に変更され「イタ箱」となった。デザインは「不気味」とのこと。賞品は、番組内で紹介されたグッズやゲームソフトなど多岐にわたり、毎回趣向を凝らしている。
突撃アキバ探検隊
番組ディレクターが秋葉原で見つけてきた各種グッズ紹介し、そのままリスナーにプレゼントするコーナーだったが、秋葉原各地をロケ収録する企画に移行している。
第04回放送：ツボ押しマッサージ器具を紹介、金田が倉田の胸を直接マッサージする展開となった。
第08回放送：屋外ロケとなり秋葉原にある「雪花の郷」で買い食いをしている。
第11回放送：「番組10回達成記念」として秋葉原のメイドカフェを貸し切りにしてロケを行っている。
第17回放送：倉田がLittlewitchの開発室を訪問。大槍葦人のインタビューを行った。
第21回放送：「メイド好き」を公言するゲストの新堂真弓に配慮し秋葉原のメイドカフェを貸し切りにしてロケを行っている。
第30回放送：「ツンデレカルタ」を利用して金田・倉田の代理としてプロデューサーとディレクターがカルタ対決を行った。
第50回放送：50回にちなみチョコボール50箱を用意し、エンゼルマークが出るか挑戦、銀のエンゼル3枚を引き当てる。
第117回放送：まきいづみによるイベント、「お嬢様たちのきまぐれパーティ」に出演した模様が放送される。同時に、全身着ぐるみの金田の写真も公開される。
ドキドキ♥何でも結果発表しちゃうぞ
ブログで実施中のアンケート企画の結果発表をする。アンケートテーマも番組で募集。
当初は、反省会での企画だったが、本編に移動している。
出演作の多いゲストが登場する場合には、「ゲストの今までの出演作（キャラクター）で、好きなものは何ですか？」というアンケートが取られ、ゲストがそれらの作品・キャラクターについて語るのが通例である。
必殺! 漢字マスターまりや 正直めんどい…
漢字の読みに滅法弱い倉田まりやのために、難読漢字を読ませるコーナー。
当初別企画として、一般常識問題を解かせる「倉たろうの正直めんどい」が用意されていたが統合した。
10問正解でご褒美がもらえ、10問不正解すると罰ゲームが行われる。
最初の罰ゲームは「昔の作文を朗読する」ことになり、小学校の卒業文集が披露された（第17回）。
二度目は、倉田が以前担当していたラジオ『セイレーン・レシピ』内のコーナー「試練のレシピ」を復活させ、「プレミアムカルピス」「鬼ころし（日本酒）」「いわしの蒲焼」「桜餅」をジューサーミキサーで混ぜた液体を飲むこととなった（第36回）。
ファイナルシーズンとして行われた三度目では、ついに10問正解を達成。かねてからの倉田の希望であった「金田と歌う番組テーマ曲」が制作されることとなった。
金田まひるの目指せ! 方言マスター!!
漢字の読みにチャレンジしている倉田が「まひる朕は何かチャレンジしないんですか？」と持ちかけたことで派生。
金田が日本各地の方言について、その意味を解答するというコーナー。
第34回放送にて金田の罰ゲーム（山手線一周・録音つき）が決定し、第37-38回において一部が放送された。
この罰ゲームの完全版は「ラジオで反省会。」にて販売されている。
世界・不思議絵画発見!
二人がお題に沿ったイラストを描いて対決するコーナー。
イラストを描いている間は、しりとりなどをしている。
対決の勝者には、「うさうさメダル」と呼ばれるアイテムが渡される。メダルを先に5個集めると賞品が貰えるはずであったが、第32回放送時に「7個」に修正された。
このときに描かれたイラストが、「イタ箱抽選会」の商品となることもある。
対決 お菓子争奪戦!
企画募集しているものの実現に至らず、第20回放送で、「算数対決」を行っている。
「対決しなくても毎回おやつが出てくる(金田)」という理由らしい。
ギャコラジ・愛の一言劇場
「お手紙のコーナー」のメール呼び込み部分がコーナーとして独立化し、番組のジングル的に用いられている。
金田と倉田のどちらかに、あるシチュエーションを指定し、アドリブでセリフを言わせるコーナー。
ゲスト出演者も参加する。
お悩み相談室・それなんてエロゲ?
「目指せ！ 方言マスター！！」に代わり、第35回からスタートしたコーナー。
ラジオのコーナーとしては一般的な「悩み相談」であるが、内容は「美少女ゲームの登場人物が抱える悩み」に限定される。投稿者が美少女ゲームの登場人物になりきって悩みを投稿し、その悩みに金田・倉田（・ゲスト）が答える、と言うコーナー。
目指せ！フォトマスター
第40回の花見収録の際に行われた企画が好評のため、レギュラーコーナー化。
毎回あるテーマに基づき、金田と倉田がそれぞれ写真を2枚（計4枚）撮影し、4枚の中でどの写真がもっとも良いかをリスナーからのアンケートにより決定する。
ドキドキ☆シンクロないとThinking!
　（※初回のみ「ギャコラジのテーマソングの収録に向けてシンクロ率を上げていこうのコーナー」）
制作されることになった番組テーマソングを歌うにあたり、2人の息をより一層合わせるために連想ゲームを行うコーナー。イタ箱の中に入っている、単語が書かれたカードを金田・倉田が1枚ずつ引き、2枚の単語の両方から連想されるものを2人が同時に答える。2人の答えが一致すれば「シンクロ率+10%」、一致しなければ「-10%」となる。
インフォメーションコーナー
美少女ゲームポータルサイトである「Galge.com」の多目的な宣伝告知枠として使われるコーナー。
主にゲストの出演作情報、放送日直近の新作情報、復刻版のダウンロード販売情報などを紹介。
基本的に成人向けゲームの紹介となるため、内容もやや過激な表現となる（修正音が入ることもある）。
放送予定の番組宣伝や出演予定ゲストへの投稿の告知などにも利用される。
ギャコラジ検定
過去の放送分の中からリスナーが問題を投稿、パーソナリティーが回答するコーナー。
「Yahoo!みんなの検定」も利用した連動企画で、リスナーも検定を受けられる。番組内では成績が悪かったパーソナリティーに罰ゲームが与えられる企画になっている。
目指せ！ まひるチン！！
リスナーが経験したり聞いたりしたドジ・失敗体験を、ドジの王様・まひる朕が、ありがた～いお言葉と一緒に判定するオープニングコーナー。
ドジの度合いを、ベルの数によって判定する。
おはメモ発売への道！
2009年のエイプリルフール企画で、ゲームの制作が決定した「お花見メモリアル」に登場するキャラクター100人の設定、金田・倉田がデザインしていくコーナー。

## スペシャル企画
大新年会（第27-28回）
2008年の元日午前0時と翌週の2回に渡って配信。
ゲストに声優11人を呼び、メイドカフェを貸し切りにして収録された。
新年スペシャル（第77-78回）
2009年の元日午前0時と翌週の2回に渡って配信。
ゲストに声優4人を呼び、中華料理店を貸し切りにして収録。宴会中継とゲスト別トークに分けて放送された。
新年会スペシャル （第126-127回）
2010年の元日午前0時と翌週の2回に渡って配信。
ゲストに声優4人を呼び、東京・四谷のアトリウムスタジオにて収録。鍋を囲んだ新年会が放送された。
コミックマーケット74公開録音（第59回）
第74回コミックマーケット(2008年8月東京国際展示場)において、番組CD発売を記念しての公開録音イベントを実施。倉田本人はもちろん、まひる朕人形、板倉編集長、うさうさDが初めてリスナーの前に登場した。番組本編、反省会の他、倉田によるサイン会も行われた。
100回記念スペシャル・熱川温泉編（第100-102回）
2009年07月01日、番組放送が3年目にして100回を迎えることを記念して3週に分けて放送されたスペシャル企画。パーソナリティの「100回を迎えたら旅行に行きたい」という発言が実現した企画となった。
第100回の放送が丁度3年目を迎えることとなったのは、前年より製作スタッフらの発案で100回目と3年目を同日に合わせる為、バレンタイン企画や各スペシャル企画の翌週に放送を休んで日程調整が行われていたことが明かされた。
- 第一回(第100回放送)では、東京駅から伊豆熱川駅までの特急「踊り子」車内や、熱川バナナワニ園での収録。
- 第二回(第101回放送)ではゲストに平松広和を迎えて遊技場、ほたる狩りと出店、貸切露天風呂内からの収録。
- 第三回(第102回放送)では温泉地、伊豆高原、ガラス工房からの収録が放送された。

Galge.comラジオ公開録音（第139-140回）
東京・新宿角筈（つのはず）区民ホールで収録、ゲストに青葉りんごと小倉結衣を迎えて2週に渡って放送された。
一般に顔出しが出来ない金田まひるは「お出かけ用外部装甲（うさぎの着ぐるみ）」で出演した。

## サプライズ企画
- 第5回放送において、倉田まりやの誕生日(7月25日)を祝うため、ケーキが本人には内緒で用意された。ケーキのロウソクを吹き消す前の願い事の際に倉田本人は自身が歌うキャラクターソングのプレゼントを要望。翌年8月、番組で企画された「CD Vol.1 目指せお料理マスター」の発売という形で願いが叶う結果となった。
- 第20回放送は、番組20回目を成人式と称して酒を飲みながらの放送となった。酔っ払った倉田の暴走ぶりは、その後もしばしば話題に上がる。また、過去20回分の番組を振り返り、当ページの内容が一部紹介される。
- 第21回放送は、メイド喫茶で収録された。倉田とゲストの新堂真弓がメイド服に着替え、メイド喫茶の接客を体験した。
- 第40回放送は、秋葉原近郊にある公園でお花見ロケが行われた。パーソナリティ二人による特別企画「目指せ！ フォトマスター」も実施されている。
- 第41回放送は、金田がパーソナリティを務める別番組『テリらじ』とのコラボ企画。ゲストには『テリらじ』で金田と共にパーソナリティを務める大花どんが呼ばれ、テリらじの番組企画を実施。同時期の『テリらじ』においては本番組の企画を実施、倉田がゲストとして出演した。
- 第45回放送は、金田の誕生日（5月10日）記念として、埼玉県秩父・長瀞へのロケが行われた。
- 第56回放送は、倉田の誕生日（7月25日）企画として板倉編集長より、「まひる朕と1日デートができる券」が渡され、そのまま上野動物園でロケ収録となる。なお、金田の許可無くデート券が発行されたり、機材トラブルで金田の音声が録音できなかったりと、金田にとっては散々な結果となった。
- 第72回放送は金田が「月に里帰りしてくる」という理由で休暇を取り、初の倉田だけの放送回となる。助っ人としてゲストに民安ともえが出演、「通りすがりの金田ファン」「ナスターシャ・キンタスキー」と自己紹介、公式サイト上でも「露西亜から来日した謎の助っ人」として紹介されている。

## 茶谷やすらのお花見ダー
ブランド「チェリーブロッサム」の美少女ゲームソフト「お花見メモリアル ～ドキッ☆乙女だらけのお花見ファイト～」の2010年4月1日発売に先駆けたインターネットラジオ番組という架空の設定で2009年4月1日の本放送を休止して代わりに配信された。茶谷やすらをメインパーソナリティに起用し、金田と倉田がゲスト出演という構成で秋葉原の某所(公園)内で屋外収録された。
番組公式サイトも用意され、放送回数も表記されているが、翌4月2日の反省会にてエイプリルフール企画だった事が明かされた。ちなみにこの放送はGalge.comラジオの放送回数に数えられておらず、番組100回記念が放送三年目と重なるよう調整したためであったことが本放送102回目に明かされた。

## 倉田まりやの独りギャコラジ（生）
第8回ギャコラジ検定で負けた倉田に対する罰ゲームとして、2009年11月7日に一人で生放送を行った。
番組用にBBS掲示板を特設し、リアルタイムでリスナー投稿を読み上げる形で進行、最終的に700数十名が同時視聴した。

## 反省会
倉田まりや・金田まひるのGalgeラジオ反省会
WEBラジオ番組制作会社「井桁屋」が配信する公式ブログ「ラジオで反省会。」内で、番組終了直後に出演者2人が感想などを語る10分程度の短い番組。Galge.comとは別サイトで、本編とは異なるポッドキャスト対応になっている。ゲスト出演回は、そのままゲストも参加している。
板倉編集長・うさうさDのGalge.comラジオ反省会
「番組が5ヶ月目に突入したことを記念して」特別に収録された番組。番組1周年時には、リスナーの質問に答える形式の第2弾が金田まひると倉田まりやをディレクターにして制作される。内容は制作裏話などを、Galge.com編集長と番組担当ディレクターが語った。

## ゲスト
- 民安ともえ（声優、第5回、第27-28回大新年会、第72回、第98回、第141回）
- 新堂真弓（声優・歌手、第7回、第21回）
- ぴこ（キャラクター、第13回）
- 御苑生メイ（声優、第15回、第27-28回大新年会、第50回、第51回、第77-78回新年SP、第104回、第141回）
- 松永雪希（声優、第19回）
- 茶谷やすら（声優、第27-28回大新年会、第43回）
- まきいづみ（声優、第27-28回大新年会、第76回、第77-78回新年SP、第105回）
- 草柳順子（声優、第27-28回大新年会、第95回）
- 楠鈴音（声優、第27-28回大新年会、第116回）
- 韮井叶、町田あみ、野月まひる、桃井いちご、緒田マリ（声優、第27-28回大新年会）
- 風音（声優、第33回、第124回）
- 理多(Rita)（声優・歌手、第35回、第57回、第120回）
- 大花どん（声優、第41回）
- CoCo（キャラクター、第52回）
- 涼宮琉那（声優、第62回）
- 佐本二厘（声優、第65回）
- 佐藤ひろ美（歌手、第68回）
- 大久保藍子、山口立花子（声優、第77-78回新年SP）
- Ayumu（原画家、第79回「インフォメーションコーナー」ゲスト）
- みる（声優、第85回）
- 井村屋ほのか（声優、第87回）
- 宮沢ゆあな（声優、第99回、第126-127回新年会SP）
- 藤森ゆき奈（声優、第99回）
- 朝樹りさ、上田朱音（声優、第110回、第126-127回新年会SP）
- 吉宗綱紀（美少女ゲームブランド「アージュ」代表、第111回）
- 薬師るり（歌手、第126-127回新年会SP）
- 金松由花（声優、第132回）
- 霜月はるか（歌手、第137回）
- 青葉りんご（声優、第139-140回）
- 小倉結衣（声優、第139-140回）

## その他(関係人物、アイテムなど)

### 関係人物
板倉編集長
番組プロデューサー。ベクター所属。男性。
番組内では「甘い物好き」「巫女好き」「池袋好き」という事になっている。イタ箱抽選会に出演。
節目となる第20回放送では、私用で大阪に移動中「自分の指導を待っているアイドルたちが居る(THE IDOLM@STERの出演声優が登場するイベントへの参加)」という理由で新幹線から祝電を贈るも、金田・倉田から非難を浴びた。
異動により2009年9月30日に離任した。
ゴンザレス秋桜編集長
2代目番組プロデューサー。ベクター所属。
初代板倉編集長の社内異動に伴い、後任編集長として着任。
多忙のため番組への出演は難しいとのこと。
うさうさディレクター
番組ディレクター。井桁屋所属。10月生まれ。男性。
金田の写真にミッフィーのぬいぐるみを起用するほどの「うさぎ好き」である。
長野の実家には、「等身大さくらちゃん」がある。
きゅるきゅるライター
番組の構成作家。オープニングベタ劇場の台本などを担当。
放送上で名前を伏せるため、放送では名前の部分が早送りで音声処理されるが、その早送りの音に因み「きゅるきゅるライター」と番組内で呼ばれている。
鉄道マニアであり「漢字マスターまりや」の問題やオープニングベタ劇場に鉄道ネタが出てくることもある。JR東日本が実施している新幹線スタンプラリーを、2008年1月に1日で完全制覇した。
平松広和
声優。男性。
「突撃アキバ探検隊」「世界・不思議絵画発見！」のタイトルナレーションを担当。
オープニングベタ劇場にて第16回：うさうさディレクター役、第29回：ラストボス「ヘンシュウチョウ・イタクーラ」役で出演。

### アイテム
CD Vol.1 目指せお料理マスター!
2008年8月発売。価格2,500円(税込)
番組テーマソング「オトメはツライよ?!-とあるせいゆうのひとりごと-」
ゲストに民安ともえを迎えた「CD特別ラジオ番組」。第1回-11回放送分(第7回は除く)などを収録
CD Vol.2 目指せ声優マスター!
2009年6月発売。価格2,500円(税込)
CD限定企画「地下鉄すごろくの旅・第1回」、「愛の一言劇場」放送未使用分、番組キャラクター壁紙を収録
ゲストに松永雪希を迎えた「CD特別ラジオ番組」。第12回-29回放送分(第21回、第27-28回は除く)を収録
CD Vol.3 目指せユキチマスター!
2009年8月発売。価格2,500円(税込)
CD限定企画「地下鉄すごろくの旅・第2回」、「愛の一言劇場」放送未使用分、番組キャラクター壁紙を収録
ゲストに風音を迎えた「CD特別ラジオ番組」。第30回-44回放送分を収録
CD Vol.4 目指せ淑女マスター!
2009年10月発売。価格2,500円(税込)
CD限定企画「地下鉄すごろくの旅・第3回（最終回）」、「愛の一言劇場」放送未使用分、番組キャラクター壁紙を収録
ゲストに大花どんを迎えた「CD特別ラジオ番組」。第45回-59回放送分を収録
CD Vol.5 目指せらっきぃますたぁ!
2010年4月発売。価格2,500円(税込)
CD限定企画「サイコロトーク」、「愛の一言劇場」放送未使用分、落語「やかん」、番組キャラクター壁紙を収録
ゲストにまきいづみを迎えた「CD特別ラジオ番組」。20回分(第82回放送分まで)を収録
Tシャツ ONIGOROSHI
2008年8月発売。価格1,500円(税込)
金田、倉田デザインによるTシャツ、番組コーナーから生まれた名言「おにごろし」に由来
まひる朕・一人で山手線一周の旅[完全版]
2008年3月26日発売。価格130円(税込)
方言マスター失敗記念特別企画、74分のmp3形式の音声データ。ダウンロード販売
金田まひる罰ゲーム2「秋葉原ひとりぼっち」完全版
2009年3月18日発売。価格105円(税込)
「ギャコラジ検定」敗戦記念特別企画、28分のmp3形式の音声データ。ダウンロード販売